# Мадагаскарская операция
Мадагаскарская операция или Операция «Броненосец» (англ. Operation Ironclad) — стратегическая военная операция в ходе Второй мировой войны вооружённых сил Великобритании, ЮАС и Австралии против войск вишистской Франции и военно-морских сил Японии с целью воспрепятствования возможной организации военной базы Японии на Мадагаскаре. Операция продолжалась с 5 мая по 6 ноября 1942 года.

## Военно-стратегическая ситуация
После частичного захвата Бирмы Японией и успешного для японского флота рейда в Индийский океан и частичного уничтожения Восточного британского флота в океане, лидеры Союзников стали опасаться, что японский флот может использовать порты на Мадагаскаре в качестве военных баз (Мадагаскар был колонией Франции, где в тот момент правил коллаборационистский режим Виши, сотрудничавший с Германией и, соответственно, с Японией). Возможность создания японских баз ставила под угрозу британские коммуникации в Индийском океане. Наличие японских баз осложнило бы поставки британской 8-й армии и Восточному флоту.
Командиры союзных сил приняли решение о проведении десантной операции на Мадагаскаре. Операция, которой дали название «Броненосец» (Ironclad), должна была осуществляться совместно военно-морскими, наземными и военно-воздушными силами под командованием генерал-майора Роберта Стёрджеса. Наземные силы состояли из 29-й пехотной бригады, 5-го диверсионно-десантного отряда и двух бригад 5-й пехотной дивизии. Военно-морские силы союзников под командованием контр-адмирала Эдварда Н. Сайфрета состояли из 50 кораблей, собранных из сил Force H (группировки особого назначения, обычно действующей в Средиземном море), Британского «домашнего флота» (защищавшего непосредственно воды вокруг Британии) и Британского Восточного флота.
Интересно, что 15 тыс. тонн топлива для операции доставили из Порт-Саида в порты Южной Африки два советских танкера — «Сахалин» и «Туапсе». Им было «по пути» помочь союзникам во время кругосветного перехода группы советских кораблей во главе с ледоколом «Микоян».

## Сухопутные силы сторон

### Франция
- 8 тыс. солдат (из них большинство — до 6 тыс. — составляли малагасийцы; были также в значительном количестве сенегальцы). Гарнизон порта Диего-Суарес насчитывал до 3 тыс. человек, порт оборонялся восемью береговыми батареями.

## Расстановка военно-морских сил

### Великобритания
- Линейный корабль HMS Ramillies
- Авианосцы: HMS Illustrious и Indomitable
- Крейсеры: HMS Hermione и Devonshire
- Эсминцы: HMS Active, Anthony, Duncan, Inconstant, Javelin, Laforey, Lightning, Lookout, Pakenham, Paladin, Panther, HMAS Nizam и Norman.
- Фрегаты, корветы и транспорты

### Вишистская Франция
- Два вспомогательных крейсера
- Два шлюпа
- 5 субмарин, включая Béveziers, Héros, и Monge

### Япония
- Субмарины I-10, I-16, I-18, I-20
- Малые субмарины М.16b, М.20b

## Ход операции

### Операция Ironclad
Высадка на остров началась 5 мая 1942 года. Первая десантная волна включала в себя части британской 29-й пехотной бригады и 5-го отряда коммандос. Последующие волны были совершены двумя бригадами 5-й пехотной дивизии и Королевскими морскими пехотинцами. Высадка была совершена в заливе Амбарарата, к западу от главного порта Диего-Суарес, на северной оконечности Мадагаскара. Прикрытие с воздуха обеспечивалось в основном торпедоносцами-бомбардировщиками Fairey Albacore и Fairey Swordfish, которые атаковали судоходство правительства Виши.
В состав обороняющихся сил Виши во главе с генерал-губернатором Арманом Леоном Аннетом входило около 8000 военнослужащих, из которых около 6000 были малагасийскими тиральерами (колониальная пехота), большинство остальных солдат были из Сенегала. От 1500 до 3000 войск Виши были сосредоточены вокруг Диего-Суареса. Морская и воздушная защита города были относительно лёгкими или устаревшими: восемь береговых батарей, два вооруженных торговых крейсера, два шлюпа, пять подводных лодок, 17 истребителей Morane-Saulnier 406 и 10 бомбардировщиков Potez 630.

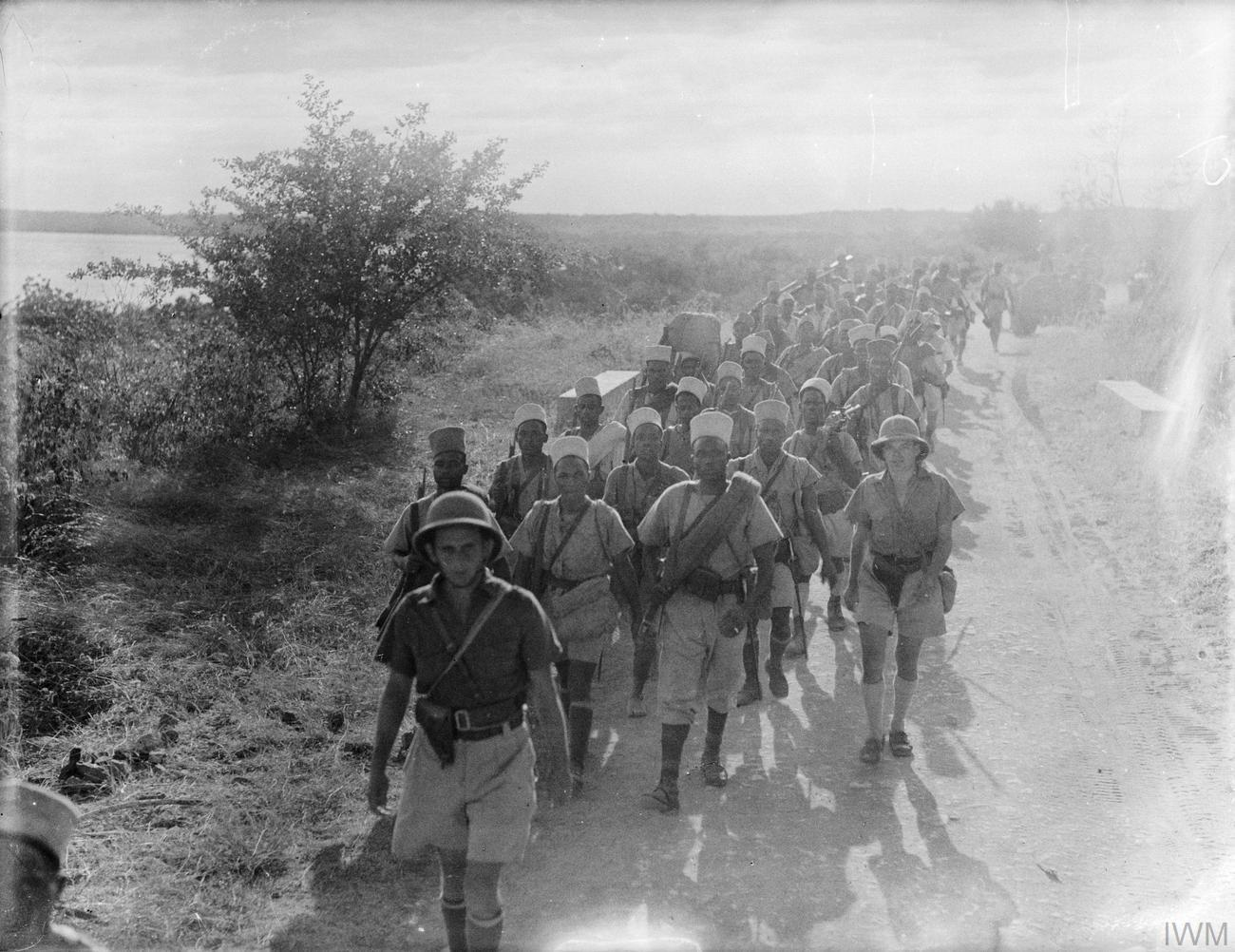
Отступающие французские войска Виши после того, как 7 мая англичане захватили Диего-Суарес

Высадка на берег практически не встретила сопротивления, и войска союзников захватили береговые батареи и казармы Виши. 17-я пехотная бригада, преодолев мангровое болото и густой кустарник, захватила город Диего-Суарес, взяв сто пленных. 29-я отдельная бригада тем временем направилась к французской военно-морской базе Антисарана. С помощью шести танков Валентайн и шести легких танков Тетрарх из эскадрона B специальных сил они продвинулись на 21 милю, преодолевая слабое сопротивление. Сама Антисарана была сильно защищена окопами, двумя редутами, дзотами и с обеих сторон окружена непроходимыми болотами.
Утром 6 мая 1942 года лобовая атака союзников потерпела неудачу. Войска потеряли три Валентайна и два Тетрарха. При следующем штурме союзники обошли обороняющихся, но болота и труднопроходимая местность вынудили атакующих разбиться на группы. Тем не менее, англичане прорвались за линию обороны и вызвали хаос в стане вишистов. Англичане открыли огонь по базе с тыла, после чего захватили радиостанцию и казармы. 200 солдат Виши были захвачены в плен, но южноланкаширский полк был вынужден отступить, так как после поломки радиостанции связь с основными силами была потеряна. Французы отчаянно защищались, но их оборона была сломлена, когда эсминец HMS Anthon прошёл прямо мимо порта Антисаран и высадил пятьдесят морских пехотинцев в тылу Виши. Морские пехотинцы захватили командный пункт французской артиллерии вместе с его казармами и военно-морским депо. В то же время войска 17-й пехотной бригады прорвали оборону и вскоре начали продвигаться по городу. Планомерная оборона Виши рухнула, сопротивление разбилось на очаги и к вечеру Антисаран был взят, хотя значительные силы Виши отошли на юг.
Японские подводные лодки I-10 , I-16 и I-20 прибыли спустя три недели 29 мая 1942 г. I-20 и I-16 отправили две сверхмалые подводные лодки, одной из которых удалось войти в гавань и выпустить две торпеды. Одна торпеда серьёзно повредила Ramillies, а вторая потопила 6993-тонный нефтяной танкер British Loyalty. Ramillies был позже отремонтирован в Дурбане и Плимуте.
Экипаж одной из сверхмалых подводных лодок, в составе лейтенанта Сабуро Акиеда и унтер-офицера Масами Такемото, вынужден был сойти на берег. Японский отряд направился к своему кораблю M-20b в Нуси-Анталикели и двинулся вглубь страны к пункту сбора у мыса Амбер. Японцев обнаружили, когда они купили еду в деревне Андзиабе, после чего оба японца были убиты в перестрелке с королевскими морскими пехотинцами три дня спустя. Один морской пехотинец был убит в бою. Вторая сверхмалая подводная лодка была потеряна в море, а тело члена экипажа было найдено выброшенным на берег днем позже.

### Операция Stream Line Jane
С низкой интенсивностью боевые действия продолжались в течение нескольких месяцев. После 19 мая 1942 года две бригады 5-й пехотной дивизии были переведены в Индию. С 8 июня 1942 года на Мадагаскар переброшена 22-я бригада (Восточная Африка). 24 июня 1942 года прибыла 3-я пехотная дивизия (Южная Африка). 8 августа на остров переброшена 27-я пехотная бригада (Северная Родезия).
Операция с кодовым названием «Stream Line Jane» (иногда называемая «Streamline Jane») состояла из трех отдельных операций с кодовым названием Stream, Line и Jane. Стрим и Джейн были десантами в Мажунге 10 сентября и 18 сентября в Таматаве, в то время как Line была продвижением из Мажунги во французскую столицу Тананариве, которая была взята 23 сентября.
10 сентября 1942 года 29-я и 22-я бригады десантировались в Мажунге на западном побережье острова. Пятый отряд Коммандос возглавил высадку и столкнулся с пулемётным огнём, но, несмотря на это, они захватили набережную, взяли под контроль местное почтовое отделение, после чего взяли штурмом резиденцию губернатора. Разорвав связь с Тананариве, союзники намеревались возобновить наступление в преддверии сезона дождей, но скорость продвижения была медленной. Помимо небольших столкновений с силами Виши, они также столкнулись с множеством препятствий, установленных вишистами на главных дорогах. Союзники в конечном итоге захватили столицу Тананариве без особого сопротивления вишистов, а затем и город Амбалавао, но губернатор Аннет сбежал.
Восемь дней спустя британские силы намеревались захватить Таматаве, но сильный морской прибой мешал высадке. Когда британский крейсер «Бирмингем» направлялся к берегу, он был обстрелян французскими береговыми батареями, поэтому корабль быстро повернул обратно. Затем «Бирмингем» открыл огонь по береговым батареям, и через несколько минут французы подняли белый флаг. Таматаве был взят. Оттуда южно-ланкаширский полк и полк валийских фузилеров отправился на юг, чтобы соединиться с основными силами. Достигнув Тананариве, они двинулись к Мораманге и 25 сентября 1942 года полки соединились с 22-й бригадой, обеспечив безопасность британских коммуникаций вокруг острова. В то же время восточноафриканская пехота и броневики южноафриканской дивизии отправились на поиски губернатора Аннета.
Последняя крупная операция произошла 18 октября в Андраманалине, U-образной долине с извилистой рекой Мангарахара, где британские войска планировали засаду для войск Виши. 22-я бригада разделилась на две колонны, которые прошли вокруг долины, зашли в тыл войскам Виши и затем напали на них. Вишисты понесли большие потери, после чего 800 из них сдались в плен. Неделю спустя африканские королевские стрелки из 22-й бригады вошли в Фианарантозу, но губернатор снова скрылся. Аннет находился около Ихоси в 100 милях к югу. Англичане двинулись за ним, но встретили посланника от Аннета с предложением обсудить условия капитуляции. Перемирие было подписано в Амбалавао 6 ноября 1942 года. Кампания на острове Мадагаскар была завершена.
Джулиан Джексон в своей биографии де Голля отметила, что французы дольше держались против союзников на Мадагаскаре в 1942 году, чем против немцев во Франции в 1940 году.

## Последствия
Это была первая крупномасштабная операция Второй мировой войны со стороны союзников, объединивших морские, сухопутные и воздушные силы. Генерал Свободной Франции Поль Лежантийом был назначен Верховным комиссаром Мадагаскара. Как и многие колонии, Мадагаскар добивался независимости после войны. В 1947 году на острове произошло восстание, которое было подавлено в 1948 году. Только 26 июня 1960 года Мадагаскар провозгласил свою независимость от Франции.